# Obléhání Pešti
Obléhání Pešti (dnešní město Budapešť v Maďarsku) probíhalo v roce 1542, kdy se Ferdinand I. pokusil znovu získat města Budín a Pešť z rukou Osmanské říše. Ta byla pod kontrolou Osmanů a jejich vládce Sulejmana od obléhání Budína v roce 1541.
Obléhání vedl Jáchym Braniborský. Bylo odraženo Osmany, kteří drželi kontrolu nad středním Uherskem dalších 150 let.